# Sturm und Drang
Sturm und Drang (traducere literală din germană: „furtună și imbold”, tradus de obicei în critica literară română ca „furtună și avânt”) a fost în principal mișcarea literară de protest din literatura germană din a doua jumătate a secolului al XVIII-lea, denumită astfel după o dramă de Friedrich Maximilian Klinger. 
Marchează revenirea romantismului asupra a ceea ce era văzut ca o tradiție literară raționalistă.
„Sturm und Drang” s-a desfășurat probabil între 1767 și 1785 (viziunea cea mai răspândită), 1769 și 1786 sau 1765 și 1795. Una din scrierile reprezentative pentru Sturm und Drang este romanul Suferințele tânărului Werther (1774), scris de Johann Wolfgang von Goethe.

## Alte domenii de manifestare
Mișcarea a influențat și muzica cultă a acelei perioade, rezultând în scrieri furtunoase în game minore în unele piese cum ar fi Don Giovanni a lui Wolfgang Amadeus Mozart (în uvertură) și câteva simfonii ale lui Joseph Haydn, cum ar fi Simfonia Nr. 45.

## Piese de citit
În cadrul acestei mișcări literare se întâlnesc așa-numitele piese de citit, adică piesele care au fost scrise fără gândul sau dorința punerii lor în scenă. Exemple sunt Faust II, de Johann Wolfgang von Goethe și Prometheus Unbound, de Percy Bysshe Shelley. Punerea în scenă a acestui tip de piese se află întotdeauna în primejdia de a rămâne cu mult în urma lumii fantastice de care operele au nevoie și pe care cititorul și-o creează, stricându-se astfel efectul operei citite.

## Alte piese literare
Alte opere literare ale acestei perioade sunt:
- Johann Wolfgang von Goethe
  - Zum Schakespears-Tag (1771)
  - Sesenheimer Lieder (1771)
  - Götz von Berlichingen (1773)
  - Prometheus (1773; revizuită 1777)
  - Ganymed (1774)

- Friedrich Schiller
  - Die Räuber (1781)
  - Kabale und Liebe (1784)

- Jakob Michael Reinhold Lenz
  - Der Hofmeister (1774)
  - Die Soldaten (1776)

- Johann Heinrich Voss
  - Traducerea în limba germană a Iliadei și Odiseei ale lui Homer
- Christoph Heinrich Hölty